# Constructions mécaniques de Normandie
Constructions mécaniques de Normandie è un'impresa di costruzioni navali specializzata in navi militari, ma anche in navi civili, yachts, energie rinnovabili ed ingegneria.
Gli stabilimenti sono impiantati a Cherbourg, la sede sociale della società è a Parigi. L'impresa ha degli stabilimenti in Gran Bretagna, a Newcastle e Lowestoft.
Il cantiere navale è stato fondato nel 1956 da Félix Amiot ed è rinomato per la costruzione delle motocannoniere missilistiche della classe Combattante.
Il cantiere di Cherbourg si estende su una superficie di 150.000 m², un terzo dei quali coperti.

## Clientela
Oltre che per la propria marina nazionale, tra i clienti principali figurano, in Europa, la marina greca con le classi Combattante II, Tiger e Sa'ar IV e la marina tedesca con la classe Mercure.
Fuori Europa, in tempi moderni, ci sono la marina omanese con le classi Al Bushra, Al Wafi, Vigilante, P400 e Al Bushra, la marina israeliana con le classi Sa'ar 1, Sa'ar 2, Sa'ar 3 e Sa'ar IV, quella kuwaitiana con le classi Vigilante 200, Um Al Maradim, Combattante e Garoh, quella ivoriana con le classi Trident, Vigilante 200 e P400, quella brasiliana con le classi Vigilante, P400 e Macaé, quella gabonese e keniana con le classi Vigilante e P400, quella cilena con le classi Sa'ar 3 e Sa'ar IV, quella peruviana con le classi Combattante II e PR-72P, quella uruguaiana con le classi Vigilante 200 e 15 de Noviembre, quella emiratina con le classi Combattante e Baynunah, quella iraniana, libica, malese e georgiana con la classe Combattante II, quella nigeriana, qatariota e tunisina con la classe Combattante III, quella sudafricana e cingalese con la classe Sa'ar IV, quella mauritana con la classe Trident e quella egiziana con la classe Chaland de transport de matériel.
Invece, alla marina turca sono state vendute alcune unità usate della classe Mercure da parte della Germania.

## Navi militari
del passato
- Chaland de transport de matériel (CTM)
- Classe Circé (cacciamine)
- Classe Combattante
  - Classe Combattante II
  - Classe La Combattante IIa
  - Classe Combattante III
  - Classe Tiger (pattugliatore)
- Classe OPV54 (Flamant e Pluvier)
- Classe Sa'ar 1
  - Classe Sa'ar 2
  - Classe Sa'ar 3
  - Classe Sa'ar 4
- Classe Vigilante
  - Classe Trident  (Vigilante 200)
  - Classe P400 (Vigilante 400)
  - Thémis (PM 41) (Vigilante 400)
- Classe Vulcain
- Mercure (M765/P765)

| Tipo                           | Versione              | Dimensioni    | Descrizione                                                                            | Esemplari                       |
| ------------------------------ | --------------------- | ------------- | -------------------------------------------------------------------------------------- | ------------------------------- |
| Maritime Surveillance Trimaran | Ocean Eagle 43 MH     | 43,6 × 15,7 m | versione cacciamine della Ocean Eagle                                                  |                                 |
| Maritime Surveillance Trimaran | Ocean Eagle           | 43,6 × 15,7 m | versione da pattugliamento                                                             |                                 |
| Corvette                       | C Sword 90            | 90 × 15,7 m   | Stealthy Corvette                                                                      |                                 |
| Combattante                    | Combattante FS65      | 65,1 × 9,22 m | Fast Attack Long Range Craft, evoluzione della classe Combattante III                  |                                 |
| Combattante                    | Combattante FS56      | 56 × 8,2 m    | Fast Attack Long Range Craft, evoluzione della classe Combattante III                  |                                 |
| Combattante                    | Combattante CL65 S    | 65 × 10,6 m   | Stealth Littoral, stesso scafo della famiglia Vigilante 400, come la Classe P400       |                                 |
| Combattante                    | Combattante BR71      | 71,3 × 11 m   | Littoral Warfare                                                                       | classe Garoh e classe Baynunah  |
| Combattante                    | Combattante BR71 MKII | 70,3 × 11 m   | Littoral Warfare, evoluzione della classe Baynunah                                     |                                 |
| Combattante                    | Combattante FS46      | 46 × 7,5 m    | Fast Attack Craft, evoluzione della classe Combattante II                              |                                 |
| Vigilante                      | Vigilante 1400 CL79   | 79 × 19,6 m   | Long Range Patrolling, Offshore Patrol Vessel                                          |                                 |
| Vigilante                      | Vigilante 200 BR42    | 42 × 8,3 m    | Search and Rescue (SAR) patrol boat, simile alla classe Um al Almaradim                |                                 |
| Vigilante                      | Vigilante CGuard 50   | 50,4 × 11,2 m | Offshore Patrol Vessel (OPV) per Search and Rescue (SAR)                               |                                 |
| Vigilante                      | Vigilante 400 CL54    | 55,2 × 8 m    | Offshore Patrol Vessel, evoluzione della classe P400                                   | classe Al Bushra e classe Macaé |
| Vigilante                      | Vigilante 400 CL52    | 55,2 × 9 m    | Offshore Patrol Vessel                                                                 | Thémis (PM 41)                  |
| Vigilante                      | Vigilante 700 CL65    | 65 × 9,8 m    | Offshore Patrol Vessel, stesso scafo della famiglia Vigilante 400, come la Classe P400 |                                 |
| Interceptor                    | Interceptor HSI25     | 25,4 × 6,32 m |                                                                                        |                                 |
| Interceptor                    | Interceptor DV15 RWS  | 15,5 × 3 m    | Ultra-high speed interceptor                                                           |                                 |
| Interceptor                    | Interceptor HSI32     | 32,2 × 7 m    |                                                                                        |                                 |